# Nándor Fazekas
Nándor Fazekas (16 de octubre de 1976, Kecskemét, Hungría) es un jugador de balonmano profesional que juega en el Balatonfúredi KSE y en la selección de Hungría.
Realizó su debut con Hungría el 13 de mayo de 1998 ante Bélgica. Desde entonces ha participado en 5 Mundiales (1999, 2003, 2007, 2009, 2011) y 5 Europeos (2004, 2006, 2008, 2010, 2012), disputando 190 partidos internacionales.
También ha formado parte de la selección que logró el cuarto puesto en los Juegos Olímpicos de 2004 en Atenas y también fue convocado para los Juegos Olímpicos de 2012. En estos últimos cuajó una gran actuación, destacando los cuartos de final contra Islandia con 27 paradas

## Equipos
- Dunaferr SE (-1998)
- Veszprém KC (1998-2004)
- TuS Nettelstedt-Lübbecke (2004-2006)
- VfL Gummersbach (2006-2009)
- Veszprém KC (2009-2016)
- Balatonfúredi KSE (2016- )

## Palmarés

### Veszprém KC
- Liga de Hungría (1999, 2001, 2002, 2003, 2004, 2010, 2011, 2012, 2013, 2014, 2015, 2016)
- Copa de Hungría (1999, 2000, 2002, 2003, 2004, 2011, 2012, 2013, 2014, 2015, 2016)
- Liga SEHA (2015, 2016)

### VfL Gummersbach
- Copa EHF (2009)